# Peigan Timber Limit B
Peigan Timber Limit B är ett reservat i Kanada.   Det ligger i provinsen Alberta, i den södra delen av landet, 2 900 km väster om huvudstaden Ottawa.
Trakten runt Peigan Timber Limit B består i huvudsak av gräsmarker. Trakten runt Peigan Timber Limit B är nära nog obefolkad, med mindre än två invånare per kvadratkilometer.